# Crest Hill
Crest Hill ist eine Stadt im Will County im Nordosten des US-amerikanischen Bundesstaats Illinois im Südwesten der Metropolregion Chicago. Die Bevölkerung betrug bei der Volkszählung 2000 13.329 Einwohner und wuchs auf 20.459 Einwohner beim Zensus 2020.

## Geographie
Crest Hills geographische Koordinaten lauten 41° 34′ N, 88° 7′ W (41,564526, −88,108489). Die Fläche der Stadt beträgt circa 19 km², davon sind 0,26 km² Wasserflächen (= 1,51 %).
Crest Hill liegt nahe dem Lake Michigan.
Der Des Plaines River liegt nahe Crest Hills.

## Geschichte
Die Stadt Crest Hill entschied sich im Jahre 1960 sich zu verselbstständigen, um unabhängig von Joliet (Illinois) zu werden.
Die offizielle Eintragung als Stadt erfolgte am 22. Januar 1960.

## Infrastruktur
Durch Crest Hill verläuft der Lincoln Highway (US Route 30). Zudem befinden sich die Interstate 55, Interstate 80 und Interstate 355 in der Nähe.
Crest Hill liegt in der Metropolregion Chicago. Der Flughafen von Chicago ist der nächstgelegene Internationale Flughafen. Der Lewis University Airport liegt auch in der Nähe.

## Parkanlagen
Crest Hill verfügt über mehrere Parkanlagen:
- St. Josephs Park
- Rivals Park
- Crest Hill Community Park

## Bekannte Bewohner
- John Wayne Gacy (1942–1994), Serienmörder; wurde im Stateville Correctional Center von Crest Hill exekutiert.[2]
- Ron Coomer, Baseballspieler